# دييغو ميخيا
دييغو ميخيا (بالإسبانية: Diego Mejía)‏ (20 يونيو 1982 بسان سلفادور في السلفادور - ) هو لاعب كرة قدم سلفادوري في مركز الهجوم. شارك مع منتخب السلفادور لكرة القدم. أما مع النوادي، فقد لعب مع نادي موتاجوا ‏ ونادي أليانزا ‏ وسان سلفادور ‏ وأونسي مونيسيبال ‏ وSouthern California Eagles ‏ وكوبراز إنديوز دي سيوداد خواريز ‏.

## وصلات خارجية
- دييغو ميخيا على موقع الاتحاد الدولي (مؤرشف)  (الإنجليزية)
- دييغو ميخيا على موقع قاعدة بيانات كرة القدم.إي يو (الإنجليزية)
- دييغو ميخيا على موقع ناشيونال فوتبول تيمز (الإنجليزية)
- دييغو ميخيا على موقع Soccerway.com (الإنجليزية)